# Соч (притока Когеля)
Соч (рос. Сочь, Соч) — річка в Республіці Комі, Росія, ліва притока річки Когель, правої притоки річки Ілич, правої притоки річки Печора. Протікає територією Троїцько-Печорського району.
Річка протікає на захід, північний захід, захід, південний захід, південь, захід, південний захід, північний захід, північ, захід, південний захід та захід.
Притоки:
- праві — Соч'єль, Верхній Сочвож, Сочвож, Гудирвож